# Ō-no Yasumaro

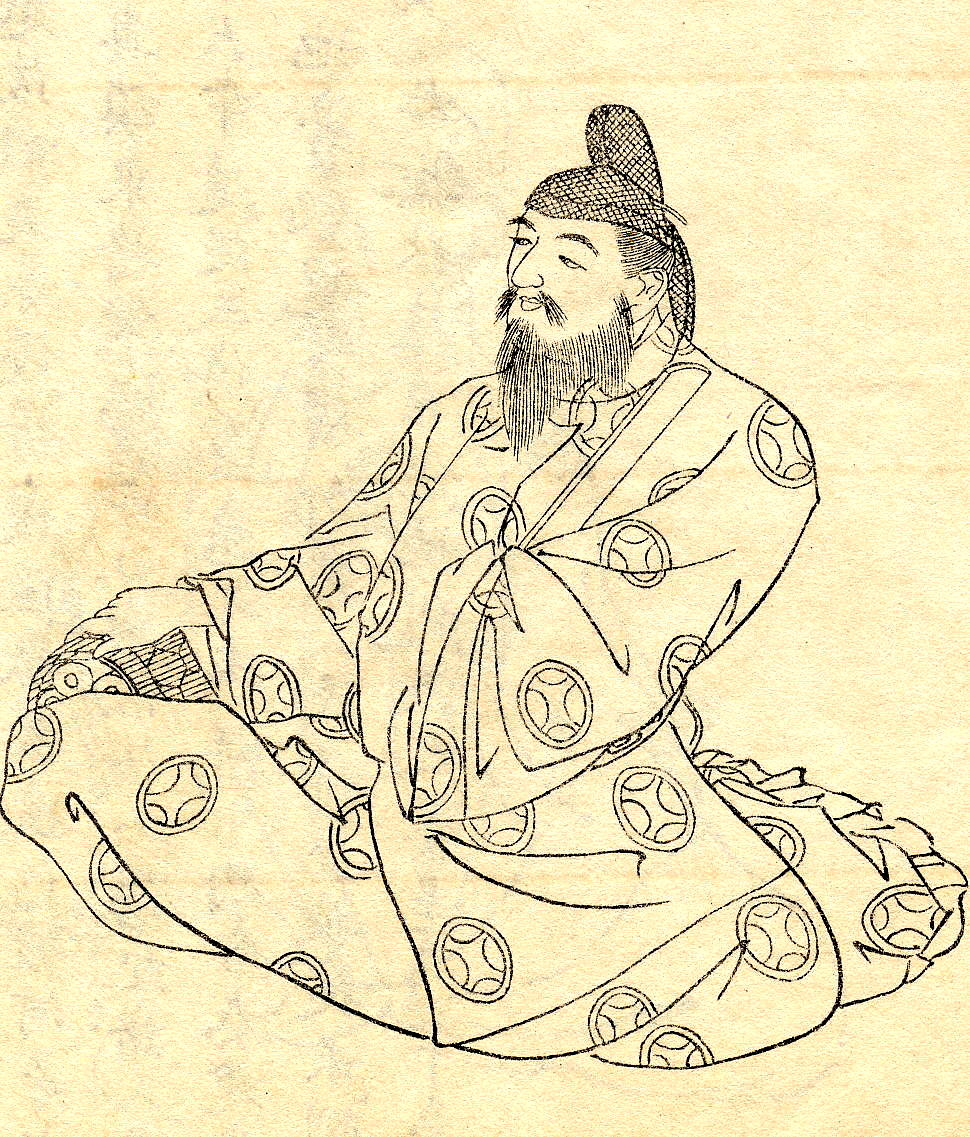
Portret Ō no Yasumaro autorstwa Yōsai Kikuchi (XIX w.)

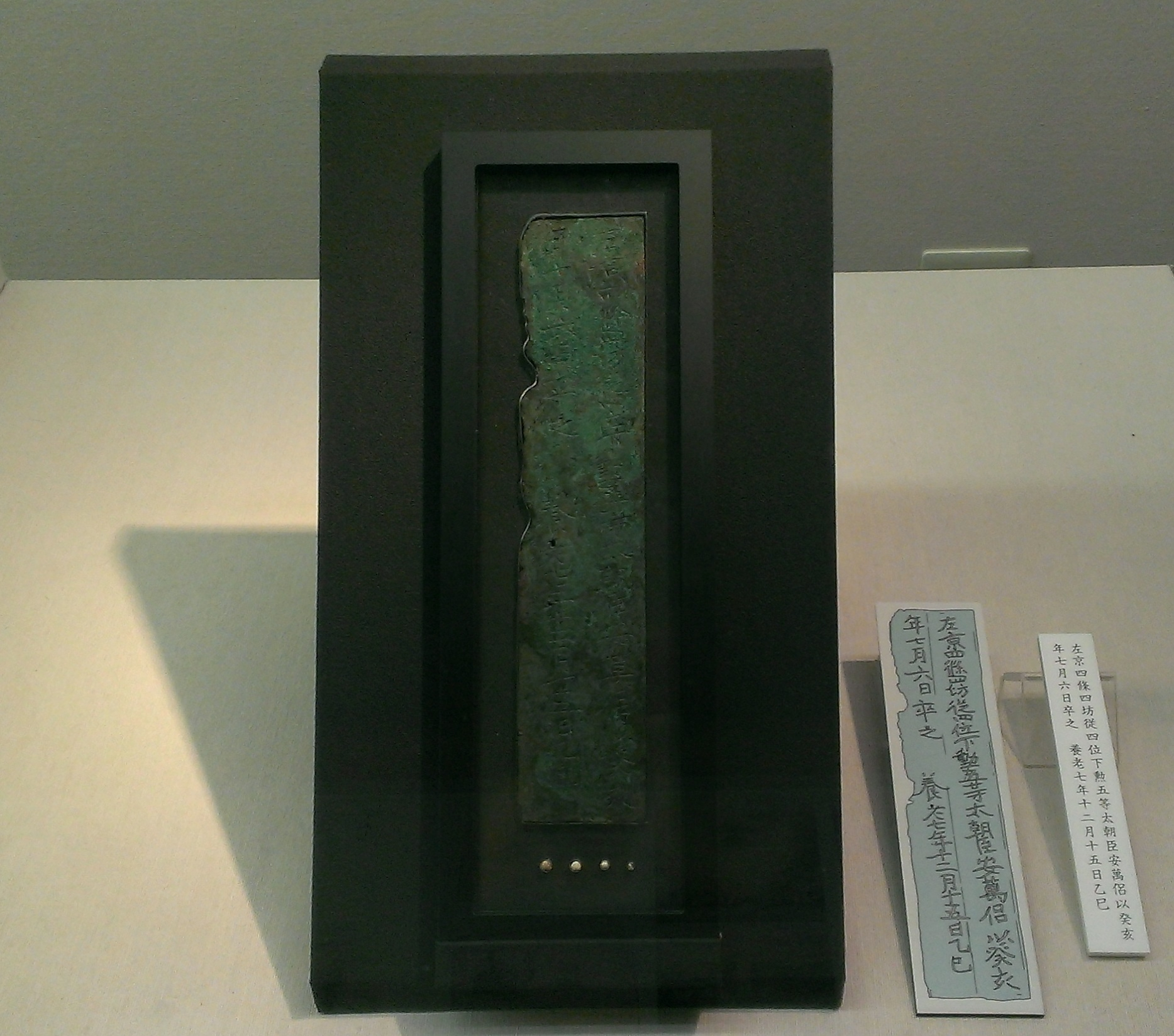
Znaleziona tabliczka-epitafium, u spodu umieszczone perły

Ō no Yasumaro (jap. 太 安万侶 / 太 安麻呂;  zm. 723) – japoński polityk z okresu Asuka i Nara, redaktor kroniki Kojiki.

## Życiorys
Jego ojcem był Ō no Honji (多品治), dowódca wojskowy. Ō no Yasumaro pracował na dworze trzech kolejnych władców, na którym, od 704 roku, kilka razy awansował. Ostatecznie jego najwyższym stanowiskiem był minister ds. ludności (jap. 民部卿 minbu-kyō).

## KronikaKojiki
Na polecenie cesarzowej Gemmei Ō no Yasumaro w 712 roku skompilował kronikę Kojiki, najstarsze dzieło japońskiej historiografii.
Tekst kroniki napisany jest częściowo po chińsku, a częściowo po japońsku z użyciem znaków chińskich (man’yōganą). Przedmowa, autorstwa Ō no Yasumaro, jest napisana w całości po chińsku. Istniały wątpliwości co do autentyczności tekstu, a w szczególności do przedmowy Ō no Yasumaro, ale analizy zapisu wskazują na pochodzenie dzieła z VIII wieku. Przedmowa napisana jest w wyszukanym chińskim stylu tzw. prozy paralelnej, z wieloma zapożyczeniami z chińskich tekstów klasycznych i nawiązaniami do nich, aczkolwiek jej tekst głosi, że język kroniki powraca do tradycyjnych, prostych form, sprzed wpływów chińskich. Opowiada też historię powstania kroniki, w tym wsparcie kolejnych władców i udział dworzanina imieniem Hieda no Are w spisywaniu tekstu, który nauczył się go recytować. Z nakazu cesarzowej Gemmei Ō no Yasumaro uporządkował dzieło i spisał je.

## Miejsce spoczynku
W 1979 roku przypadkowo odnaleziono w dzielnicy Konose chō (此瀬町) w Narze grób Ō no Yasumaro. Trumna zawierała spalone kości, perły i tabliczkę z brązu z inskrypcją w języku chińskim, w której zapisane były: nazwa rodu, imię, adres, ranga i tytuł urzędowy, daty śmierci i pochówku oraz znaki kalendarza. Analiza szczątków ministra wykazała, że cierpiał na paradontozę, był drobnej budowy ciała, a zmarł między 40 a 70 rokiem życia.